# Tożsamości trygonometryczne
Tożsamości trygonometryczne – podstawowe zależności pomiędzy funkcjami trygonometrycznymi.

## Definicje
Funkcje sinus i kosinus można definiować sobą nawzajem, przez wzór:
{\displaystyle \sin ^{2}x+\cos ^{2}x=1.}
Jest on znany jako jedynka trygonometryczna, a artykuł o niej podaje też dwie odmiany tej tożsamości. Oprócz tego za pomocą funkcji sinus i kosinus definiuje się tangens i kotangens:
{\displaystyle \operatorname {tg} x={\frac {\sin x}{\cos x}},\quad {\text{dla }}x\neq {\frac {\pi }{2}}+k\pi ,\quad {\text{gdzie k}}\in \mathbb {Z} }
{\displaystyle \operatorname {ctg} x={\frac {\cos x}{\sin x}},\quad {\text{dla }}x\neq k\pi ,\quad {\text{gdzie k}}\in \mathbb {Z} }
{\displaystyle \lim _{x\to x_{0}^{\pm }}~{\operatorname {ctg} x}=\lim _{x\to x_{0}^{\pm }}~{\frac {1}{\operatorname {tg} x}},\quad {\text{dla }}x_{0}\in \mathbb {R} }

## Okresowość funkcji
Funkcje trygonometryczne są okresowe – dla dowolnej liczby całkowitej {\displaystyle k} {\displaystyle (k\in \mathbb {Z} ){:}}
{\displaystyle {\begin{aligned}\sin x&=\sin(x+2k\pi ),&\operatorname {ctg} x&=\operatorname {ctg} (x+k\pi ).\\\cos x&=\cos(x+2k\pi ),&\\\operatorname {tg} x&=\operatorname {tg} (x+k\pi ),&\end{aligned}}}

## Przedstawienia przy pomocy funkcji cosinus
{\displaystyle |\sin x|={\sqrt {1-\cos ^{2}x}}}
{\displaystyle |\operatorname {tg} x|={\frac {|\sin x|}{|\cos x|}}={\frac {\sqrt {1-\cos ^{2}x}}{|\cos x|}}}
{\displaystyle |\operatorname {ctg} x|={\frac {|\cos x|}{|\sin x|}}={\frac {|\cos x|}{\sqrt {1-\cos ^{2}x}}}}

## Przedstawienia przy pomocy funkcji sinus
{\displaystyle |\cos x|={\sqrt {1-\sin ^{2}x}}}
{\displaystyle |\operatorname {tg} x|={\frac {|\sin x|}{|\cos x|}}={\frac {|\sin x|}{\sqrt {1-\sin ^{2}x}}}}
{\displaystyle |\operatorname {ctg} x|={\frac {|\cos x|}{|\sin x|}}={\frac {\sqrt {1-\sin ^{2}x}}{|\sin x|}}}

## Parzystość i nieparzystość funkcji trygonometrycznych
{\displaystyle {\begin{array}{l}\sin(-x)=-\sin x&\operatorname {tg} (-x)=-\operatorname {tg} x\\\cos(-x)=\cos x&\operatorname {ctg} (-x)=-\operatorname {ctg} x\end{array}}}
- sinus, tangens, cotangens i cosecans są funkcjami nieparzystymi
- cosinus i secans są funkcjami parzystymi

## Zależności pomiędzy funkcjami a kofunkcjami
Równości
{\displaystyle {\begin{aligned}&\sin x=\cos \left({\frac {\pi }{2}}-x\right)&&\cos x=\sin \left({\frac {\pi }{2}}-x\right)\\[.2em]&\operatorname {tg} x=\operatorname {ctg} \left({\frac {\pi }{2}}-x\right)&&\operatorname {ctg} x=\operatorname {tg} \left({\frac {\pi }{2}}-x\right)\\[.2em]&\sec x=\operatorname {cosec} \left({\frac {\pi }{2}}-x\right)&&\operatorname {cosec} x=\sec \left({\frac {\pi }{2}}-x\right)\end{aligned}}}
nazywa się związkami pomiędzy funkcjami a ich kofunkcjami. Kofunkcją sinusa jest cosinus, cosinusa sinus, tangensa cotangens itd.

## Odwrotności
Funkcje trygonometryczne można układać w pary według kofunkcji lub według odwrotności. Odwrotnością sinusa jest cosecans, cosinusa secans, tangensa cotangens (i oczywiście na odwrót):
{\displaystyle {\begin{aligned}&\sin x={\frac {1}{\operatorname {cosec} x}}&&\operatorname {cosec} x={\frac {1}{\sin x}}\\[.5em]&\cos x={\frac {1}{\sec x}}&&\sec x={\frac {1}{\cos x}}\\[.5em]&\operatorname {tg} x={\frac {1}{\operatorname {ctg} x}}&&\operatorname {ctg} x={\frac {1}{\operatorname {tg} x}}\end{aligned}}}

## Funkcje sumy i różnicy kątów
Źródła:
{\displaystyle \sin(x\pm y)=\sin x\cdot \cos y\pm \cos x\cdot \sin y}
{\displaystyle \cos(x\pm y)=\cos x\cos y\mp \sin x\sin y}
{\displaystyle \operatorname {tg} (x\pm y)={\frac {\operatorname {tg} x\pm \operatorname {tg} y}{1\mp \operatorname {tg} x\operatorname {tg} y}}}
{\displaystyle \operatorname {ctg} (x\pm y)={\frac {\operatorname {ctg} x\cdot \operatorname {ctg} y\mp 1}{\operatorname {ctg} y\pm \operatorname {ctg} x}}}

Sinus i cosinus sumy kątów
Sinus i cosinus różnicy kątów
Tangens sumy kątów
Tangens różnicy kątów
Cotangens sumy kątów
Cotangens różnicy kątów

## Funkcje wielokrotności kątów

### Kąt podwojony
Szczególny przypadek powyższych wzorów to wzory na funkcje kąta podwojonego. Źródło:
{\displaystyle \sin 2x=2\sin x\cos x}
{\displaystyle \cos 2x=\cos ^{2}x-\sin ^{2}x=1-2\sin ^{2}x=2\cos ^{2}x-1}
{\displaystyle \operatorname {tg} 2x={\frac {2\operatorname {tg} x}{1-\operatorname {tg} ^{2}\ x}}}
{\displaystyle \operatorname {ctg} 2x={\frac {\operatorname {ctg} x-\operatorname {tg} x}{2}}={\frac {\operatorname {ctg} ^{2}\ x-1}{2\operatorname {ctg} x}}}

### Kąt potrojony
Źródło:
{\displaystyle \sin 3x=3\sin x-4\sin ^{3}x}
{\displaystyle \cos 3x=4\cos ^{3}x-3\cos x}
{\displaystyle \operatorname {tg} 3x={\frac {3\operatorname {tg} x-\operatorname {tg} ^{3}\ x}{1-3\operatorname {tg} ^{2}\ x}}}
{\displaystyle \operatorname {ctg} 3x={\frac {\operatorname {ctg} ^{3}\ x-3\operatorname {ctg} x}{3\operatorname {ctg} ^{2}\ x-1}}}

### Kąt poczwórny
Źródło:
{\displaystyle \sin 4x=8\cos ^{3}x\sin x-4\cos x\sin x=4\cos ^{3}x\sin x-4\cos x\sin ^{3}x}
{\displaystyle \cos 4x=8\cos ^{4}x-8\cos ^{2}x+1=8\sin ^{4}x-8\sin ^{2}x+1=\cos ^{4}x-6\cos ^{2}x\sin ^{2}x+\sin ^{4}x}
{\displaystyle \operatorname {tg} 4x={\frac {4\operatorname {tg} x-4\operatorname {tg} ^{3}\ x}{1-6\operatorname {tg} ^{2}\ x+\operatorname {tg} ^{4}\ x}}}
{\displaystyle \operatorname {ctg} 4x={\frac {\operatorname {ctg} ^{4}\ x-6\operatorname {ctg} ^{2}\ x+1}{4\operatorname {ctg} ^{3}\ x-4\operatorname {ctg} x}}}

### Wzory ogólne
Można je znaleźć przez rekurencyjne stosowanie wzorów na funkcje sumy kątów.
{\displaystyle {\begin{aligned}\sin nx&=\sum _{i=0}^{\infty }(-1)^{i}\cdot {n \choose 2i+1}\cos ^{n-2i-1}x\sin ^{2i+1}x\\[2pt]&=\sum _{i=0}^{\lfloor {\frac {n}{2}}\rfloor }(-1)^{i}\cdot {n \choose 2i+1}\cos ^{n-2i-1}x\sin ^{2i+1}x\\&=n\cos ^{n-1}x\sin x-{n \choose 3}\cos ^{n-3}x\sin ^{3}x+{n \choose 5}\cos ^{n-5}x\sin ^{5}x-{n \choose 7}\cos ^{n-7}x\sin ^{7}x+\dots \end{aligned}}}
{\displaystyle {\begin{aligned}\cos nx&=\sum _{i=0}^{\infty }(-1)^{i}\cdot {n \choose 2i}\cos ^{n-2i}x\sin ^{2i}x\\[2pt]&=\sum _{i=0}^{\lfloor {\frac {n}{2}}\rfloor }(-1)^{i}\cdot {n \choose 2i}\cos ^{n-2i}x\sin ^{2i}x\\&=\cos ^{n}x-{n \choose 2}\cos ^{n-2}x\sin ^{2}x+{n \choose 4}\cos ^{n-4}x\sin ^{4}x-{n \choose 6}\cos ^{n-6}x\sin ^{6}x+\dots \end{aligned}}}
{\displaystyle \operatorname {tg} nx=\sum _{i=0}^{\left\lfloor {\frac {n}{2}}\right\rfloor }{n \choose 2i+1}\operatorname {tg} ^{2i+1}x\cdot (-1)^{i}\cdot \left(\sum _{i=0}^{\left\lfloor {\frac {n}{2}}\right\rfloor }{n \choose 2i}\operatorname {tg} ^{2i}x\cdot (-1)^{i}\right)^{-1}}

## Funkcje kąta połówkowego
Źródło:
{\displaystyle \left|\sin {\frac {1}{2}}x\right|={\sqrt {\frac {1-\cos x}{2}}}}
{\displaystyle \left|\cos {\frac {1}{2}}x\right|={\sqrt {\frac {1+\cos x}{2}}}}
{\displaystyle \left|\operatorname {tg} {\frac {1}{2}}x\right|={\sqrt {\frac {1-\cos x}{1+\cos x}}}}
{\displaystyle \operatorname {tg} {\frac {1}{2}}x={\frac {1-\cos x}{\sin x}}={\frac {\sin x}{1+\cos x}}}
{\displaystyle \left|\operatorname {ctg} {\frac {1}{2}}x\right|={\sqrt {\frac {1+\cos x}{1-\cos x}}}}
{\displaystyle \operatorname {ctg} {\frac {1}{2}}x={\frac {1+\cos x}{\sin x}}={\frac {\sin x}{1-\cos x}}}

## Suma i różnica funkcji

### Dwóch funkcji trygonometrycznych
Źródła:
{\displaystyle \sin x\pm \sin y=2\sin {\frac {x\pm y}{2}}\cdot \cos {\frac {x\mp y}{2}}}
{\displaystyle \cos x+\cos y=2\cos {\frac {x+y}{2}}\cdot \cos {\frac {x-y}{2}}}
{\displaystyle \cos x-\cos y=-2\sin {\frac {x+y}{2}}\cdot \sin {\frac {x-y}{2}}}
{\displaystyle \operatorname {tg} x\pm \operatorname {tg} y={\frac {\sin(x\pm y)}{\cos x\cos y}}}
{\displaystyle \operatorname {tg} x+\operatorname {ctg} y={\frac {\cos(x-y)}{\cos x\sin y}}}
{\displaystyle \operatorname {ctg} x\pm \operatorname {ctg} y={\frac {\sin(y\pm x)}{\sin x\sin y}}}
{\displaystyle \operatorname {ctg} x-\operatorname {tg} y={\frac {\cos(x+y)}{\sin x\cos y}}}

### Funkcji trygonometrycznej i jedynki
{\displaystyle 1-\cos x=2\sin ^{2}{\frac {x}{2}}}
{\displaystyle 1+\cos x=2\cos ^{2}{\frac {x}{2}}}
{\displaystyle 1-\sin x=2\sin ^{2}\left({\frac {1}{4}}\pi -{\frac {1}{2}}x\right)=2\cos ^{2}\left({\frac {1}{4}}\pi +{\frac {1}{2}}x\right)=\left(\sin {\frac {x}{2}}-\cos {\frac {x}{2}}\right)^{2}}
{\displaystyle 1+\sin x=2\cos ^{2}\left({\frac {1}{4}}\pi -{\frac {1}{2}}x\right)=2\sin ^{2}\left({\frac {1}{4}}\pi +{\frac {1}{2}}x\right)=\left(\sin {\frac {x}{2}}+\cos {\frac {x}{2}}\right)^{2}}

## Iloczyn w postaci sumy

### Iloczyny dwóch funkcji
Źródła:
{\displaystyle \cos x\cdot \cos y={\frac {\cos(x-y)+\cos(x+y)}{2}}}
{\displaystyle \sin x\cdot \sin y={\frac {\cos(x-y)-\cos(x+y)}{2}}}
{\displaystyle \sin x\cdot \cos y={\frac {\sin(x-y)+\sin(x+y)}{2}}}

### Iloczyny trzech funkcji
{\displaystyle \sin x\cdot \sin y\cdot \sin z={\frac {\sin(x+y-z)+\sin(y+z-x)+\sin(z+x-y)-\sin(x+y+z)}{4}}}
{\displaystyle \sin x\cdot \sin y\cdot \cos z={\frac {-\cos(x+y-z)+\cos(y+z-x)+\cos(z+x-y)-\cos(x+y+z)}{4}}}
{\displaystyle \sin x\cdot \cos y\cdot \cos z={\frac {\sin(x+y-z)-\sin(y+z-x)+\sin(z+x-y)+\sin(x+y+z)}{4}}}
{\displaystyle \cos x\cdot \cos y\cdot \cos z={\frac {\cos(x+y-z)+\cos(y+z-x)+\cos(z+x-y)+\cos(x+y+z)}{4}}}

## Potęgi w postaci sumy
Źródło większości wzorów:

### Kwadraty
{\displaystyle \sin ^{2}x={\frac {1-\cos 2x}{2}}}
{\displaystyle \cos ^{2}x={\frac {1+\cos 2x}{2}}}
{\displaystyle \sin ^{2}x-\sin ^{2}y=\sin(x+y)\cdot \sin(x-y)}
{\displaystyle \sin ^{2}x\cos ^{2}x={\frac {1-\cos 4x}{8}}={\frac {\sin ^{2}2x}{4}}}

### Sześciany
{\displaystyle \sin ^{3}x={\frac {3\sin x-\sin 3x}{4}}}
{\displaystyle \cos ^{3}x={\frac {3\cos x+\cos 3x}{4}}}

### Czwarte potęgi
{\displaystyle \sin ^{4}x={\frac {\cos 4x-4\cos 2x+3}{8}}}
{\displaystyle \cos ^{4}x={\frac {\cos 4x+4\cos 2x+3}{8}}}

## Funkcje trygonometryczne wyrażone przy pomocy tangensa połowy kąta
{\displaystyle \sin x={\frac {2\operatorname {tg} {\frac {x}{2}}}{1+\operatorname {tg} ^{2}{\frac {x}{2}}}}}
{\displaystyle \cos x={\frac {1-\operatorname {tg} ^{2}{\frac {x}{2}}}{1+\operatorname {tg} ^{2}{\frac {x}{2}}}},}
{\displaystyle \operatorname {tg} x={\frac {2\operatorname {tg} {\frac {x}{2}}}{1-\operatorname {tg} ^{2}{\frac {x}{2}}}}}
Powyższe tożsamości znalazły zastosowanie w tzw. podstawieniu uniwersalnym, stosowanym przy obliczaniu całek typu {\displaystyle \int R(\sin x,\cos x,\operatorname {tg} x)dx,} gdzie {\displaystyle R(u,v,w)} jest funkcją wymierną zmiennych {\displaystyle u,v,w.} Stosuje się podstawienie:
{\displaystyle \operatorname {tg} {\frac {x}{2}}=t}
{\displaystyle x=2\operatorname {arctg} \;t+2k\pi }
{\displaystyle dx={\frac {2}{1+t^{2}}}dt.}

## Wzory Eulera
{\displaystyle e^{ix}=\cos x+i\sin x}
{\displaystyle \sin x={\frac {e^{ix}-e^{-ix}}{2i}}}
{\displaystyle \cos x={\frac {e^{ix}+e^{-ix}}{2}}}
{\displaystyle \operatorname {tg} x={\frac {e^{ix}-e^{-ix}}{(e^{ix}+e^{-ix})i}}}
{\displaystyle \operatorname {ctg} x={\frac {e^{ix}+e^{-ix}}{e^{ix}-e^{-ix}}}i}
Wzory te pozwalają łatwo przekształcać wyrażenia trygonometryczne, poprzez przejście na postać zespoloną (cztery ostatnie wzory), uproszczenie i powrót na postać trygonometryczną (pierwszy wzór).

## Inne zależności między funkcjami trygonometrycznymi
{\displaystyle \operatorname {tg} x+\sec x=\operatorname {tg} \left({\frac {x}{2}}+{\frac {\pi }{4}}\right).}
Wzór de Moivre’a
{\displaystyle \cos nx+i\sin nx=(\cos x+i\sin x)^{n}\qquad n\in \mathbb {N} }
lub ogólniej:
{\displaystyle [r(\cos x+i\sin x)]^{n}=r^{n}(\cos nx+i\sin nx)\qquad n\in \mathbb {N} }